# Revolutionære Socialister
 For alternative betydninger, se Revolutionære Socialister (flertydig). (Se også artikler, som begynder med Revolutionære Socialister)
Revolutionære Socialister var en trotskistisk dansk organisation, som blev dannet i 1939, og officielt nedlagt i 1945. Bag organisationen stod blandt andet Georg Jungclas, Børge Trolle-Rasmussen og Jacob Vedel-Petersen. Som følge af besættelsen og modstandskampen blev de danske trotskister delvist sat ud af spillet, da de fleste medlemmer i RS var blevet arresteret i 1944. RS udgav bladet Klassekamp som var illegalt under besættelsen, det blev dog nedlagt for at RS sammen med andre kræfter kunne koncentrere sig om det illegale blad Arbejderopposition.
Revolutionære Socialister var dansk medlem af Fjerde Internationale.